# Teen Mom 2
Teen Mom 2 (no Brasil, Jovens e Mães 2), é uma série de televisão estadunidense de formato reality show, exibido pela MTV desde 11 de janeiro de 2011. O programa segue a vida de Jenelle Evans, Chelsea DeBoer, Kailyn Lowry e Leah Messer da segunda temporada de 16 and Pregnant enquanto elas navegam seus primeiros anos de maternidade. A série coloca ênfase adicional na família e em relacionamentos amorosos, ao destacar as lutas das jovens mães para educar os filhos. A sétima temporada estreou em 21 de março de 2016.

## Elenco
| Chelsea DeBoer | Principal | Principal | Principal | Principal | Principal | Principal | Principal | Principal |           |           |           |           |           |           |           |
| Jenelle Eason  | Principal | Principal | Principal | Principal | Principal | Principal | Principal | Principal |           |           |           |           |           |           |           |
| Kailyn Lowry   | Principal | Principal | Principal | Principal | Principal | Principal | Principal | Principal |           |           |           |           |           |           |           |
| Leah Messer    | Principal | Principal | Principal | Principal | Principal | Principal | Principal | Principal |           |           |           |           |           |           |           |
| Briana DeJesus |           |           |           |           |           |           |           | Principal | Principal | Principal | Principal | Principal | Principal | Principal | Principal |

## Problemas legais de Jenelle
Jenelle Evans e o namorado dela, Kieffer Delp foram presos em 15 de outubro de 2010 por invasão de domicílio e posse de drogas. De acordo com um relatório da polícia arquivado pelo oficial W.D. Everett, ele e o oficial D.A. McFatter os encontraram em uma casa vazia em sua cidade natal de Oak Island. Ela se declarou culpada e foi condenada a 12 meses de estágio supervisionado e um teste de drogas e álcool mensal.
Evans foi presa novamente em 28 de março de 2011 por assalto depois que um surgiu um vídeo da mesma brigando com outra adolescente chamada Brittany Truett. Ela foi registrada no Centro de Detenção do Condado de Brunswick, na Carolina do Norte, e liberada em fiança. Em maio de 2011, Evans se internou em um centro de reabilitação em Malibu, Califórnia. Ela foi novamente presa em 8 de agosto de 2011, por violação da sua condicional. De acordo com o seu advogado, Evans teve uma reunião com seu oficial de condicional para fazer alguns exames.
Evans foi preso pela quarta vez em 10 de janeiro de 2012 por supostamente fazer telefonemas de assédio e ameaças a uma ex-colega de quarto, Hannah Inman. Ela foi libertada após o pagamento de fiança de US $ 1.000. Evans seria levada de volta à prisão seis dias depois, em 16 de janeiro de 2012, por violar uma ordem de proteção contra violência doméstica.
Em 23 de abril de 2013, Evans foi presa em Caswell Beach, Carolina do Norte por posse de heroína com a intenção de fabricar, vender e distribuir, bem como a posse de parafernália de drogas e agressão doméstica contra seu marido, Courtland Rogers. Ele também foi preso por crimes de drogas, bem como agressão doméstica contra Evans, por "bater-lhe no pescoço e golpeá-la com punho fechado em sua cabeça", enquanto ela alegadamente atingiu-o com um móvel. No momento da sua prisão.
Em 14 de dezembro de 2013, Evans foi presa por perturbar a paz depois de uma discussão com seu namorado, Nathan Griffith.